# 理性化 (社会学)
在社會學中，傳統、價值觀和情感逐漸被理性和計算取代，成為社會中人們的行為動機，就是理性化（rationalization）。政府官僚制度的設立、高效率生活空間的建造和城市規劃，都是就是理性化的例子。
韋伯依據社會行動與理想類型的模型建構出理性化意義的由來，認為工業化的社會若遵從理性化的模式，就可以達到最大效率的可能。
韋伯進一步藉由理性化的涵義，創造科層制一詞的由來；即是官僚體制。
理性化雖然可以達到最大的工作效率與朝向理性的發展，但韋伯認為理性化最終會使人帶入冰冷冷的「鐵籠」。

## 特色
理性化是一項具有人類各方面行為與思想朝向理性的過程，同時達成除魅的部分(如奇幻、神秘思想、神話故事)等。
韋伯認為，若用理性化套入企業的生產模式，即是所謂科層制。
科層制的特色具有以下幾點:
1.專業分工化
2.成文規定化
3.非私人情感
4.權威體制化
5.職位設計化
當一家企業達成以上越多的條件，工作的生產效率就會越高。
但是基於以上的特色實際去運作，會產生許多的弊病，長久下來影響深鉅，且難以面對外在環境做出適當的彈性變化。
理性化是現代主義的思想脈絡的模式，其強調集體主義和權威崇拜的方式，完全符合理性化的運作意義。

## 反彈
韋伯曾經預言，理性化造成冰冷「鐵籠」的這件事，由於在20世紀下半葉，全球化使得外在環境變遷迅速而不斷變動，使得大型企業組織難以用彈性的方式面對外在環境的變動，再加上全球化導致的傳播與文化產業能得以快速傳播到世界各國去。各國獨特的文學可以藉由全球化的方式加強交流與學習，但全球化同時也產生了相當多的問題。

## 批評
有不少社會學家、批判理論學者和當代哲學家提出，理性化被錯誤假設為進步，並對社會有負面和去人性化的影響，令現代從西方世俗文化的啟蒙思想愈走愈遠。社會學的創始者們對理性化都是採批判性態度的：
對於現代社會的出現，馬克思和恩格斯認為資本主義的發展和它的關係最密切；對涂爾幹來說，則與工業化和其所帶來的新一種社會勞動力分工有關；對韋伯而言，這與一種別不同的思維方式的出現有關，是一種他認為跟新教倫理有關的理性計算（或多或少就是馬克思和恩格斯所說的「一波波冰冷的利己主義計算」）。
 — John Harriss, 1992.

## 文學
歐威爾便是以理性化加上極權政府統治權威的意義內涵，寫出了1984這本20世紀的鉅作之一。描述著人類朝向「鐵籠」生活的世界。